# Childrens Hospital
Childrens Hospital est une série télévisée américaine satirique qui tourne en dérision le genre de la série dramatique médicale, créée par l'acteur Rob Corddry. La série a été initialement diffusée sur le web en décembre 2008 sous la forme de dix épisodes de 5 minutes environ. Les droits ont été rachetés par Adult Swim en 2009, le format passe à 11 minutes environ, et ces nouveaux épisodes sont diffusés à partir du 11 juillet 2010.
En France, elle a été diffusée à partir du 2 septembre 2012 sur MCM. Elle reste inédite dans les autres pays francophones.

## Distribution

### Rôles principaux
- Rob Corddry : Dr Blake Downs, un médecin clown qui ne fait généralement pas rire ses patients et qui est mal considéré par le reste du personnel. Rob Corddry joue également l'interprète de son personnage dans les faux documentaires, Cutter Spindell (jusqu'à son décès), puis Rory Spindell.
- Megan Mullally : Chief, la chef du personnel, lourdement handicapée et d'origine amérindienne. Malgré son aspect physique repoussant, elle est souvent trouvée séduisante par le personnel masculin de l'hôpital. Chief est <<interprétée>> par Lady Jane Bentick-Smith, une actrice anglaise de théâtre.
- Ken Marino : Dr Glenn Richie, un chirurgien juif pratiquant (il porte une kippa même en salle d'intervention) et très sûr de lui. Bien qu'imberbe dans la série, son personnage est théoriquement interprété par Just Falcon, qui est barbu et hirsute à la façon de Joaquin Phoenix à l'époque de I'm Still Here.
- Erinn Hayes : Dr Lola Spratt, la première femme à avoir été médecin à Childrens Hospital. Elle est souvent au centre d'intrigues romantiques avec ses collègues, le Dr Richie et le Dr Maestro. Elle met en scène sa fausse mort d'une tumeur au cerveau à la fin de la saison 1, parce qu'elle était dépassée par le nombre de messages non lus dans sa boîte mail. Puis elle quitte Childrens Hospital au milieu de la saison 5 après avoir recrutée pour faire partie d'un commando d'imitateurs dans l'armée américaine.
- Rob Huebel (en) : Dr Owen Maestro, un chirurgien puéril et crédule, qui était inspecteur de police jusqu'au 11 septembre. Son interprète, Rob Heubel ou Rob Huebel (suivant les épisodes), est moustachu, porte un foulard quand il n'est pas en costume et a pour habitude de jeter des paillettes.
- Lake Bell : Dr Cat Black, la narratrice de la série durant la première saison. Elle meurt en couches au début de la deuxième saison mais revient, ayant alors perdu ses connaissances médicales, durant le final. Elle réintègre ensuite le personnel de l'hôpital.
- Malin Åkerman (saison 2 - aujourd'hui) : Dr Valerie Flame, d'origine suédoise, la remplaçante de Cat Black et narratrice de la deuxième saison. Au cours du final de cette saison, elle révèle qu'elle est en fait un homme, le fils caché du Dr Arthur Childrens, Derrick Childrens, dans une parodie du dénouement de Tootsie. Par la suite, elle est généralement considérée comme une femme, sa vraie nature n'étant mentionnée qu'épisodiquement. Valerie Flame est interprétée par Ingrid Hagerstown, une actrice suédoise qui ne parle pas anglais et qui apprend ses répliques en phonétique.
- Henry Winkler (saison 2 - aujourd'hui) : Sy Mittleman, l'administrateur de l'hôpital. Il est méprisé par les médecins en raison de son manque d'autorité, malgré quelques accès d'autoritarisme. Sy Mittleman est interprété par Fred Nunley, un vétéran de la télévision américaine qui rejoint généralement des séries sur le point d'être annulées.
- Zandy Hartig (saison 5, auparavant rôle récurrent) : Dori, une infirmière rentrée à Childrens Hospital après avoir été la mère d'un patient. Elle est enceinte durant la saison 3. Le père de son enfant s'avère être Blake Downs, qui avait eu une brève liaison avec elle.
- Brian Huskey (en) (saison 5, auparavant rôle récurrent) : Chet, un ambulancier aux passe-temps passablement inquiétants qui nourrit une obsession envers Chief.

À partir de la saison 3, la distribution d'un épisode ne comporte généralement plus tous les rôles principaux.

Photos des acteurs principaux
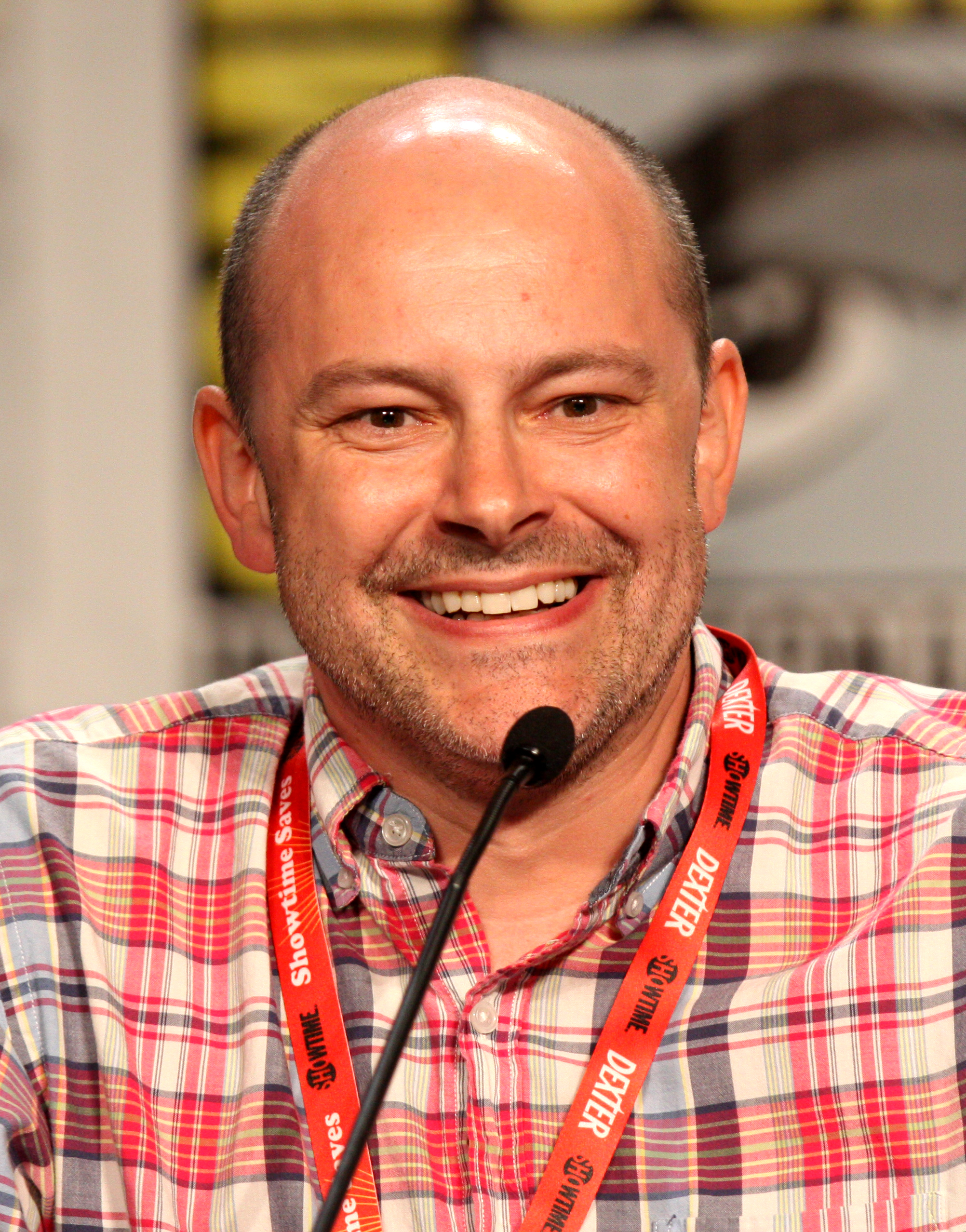
Rob Corddry interprète le Dr Blake Downs
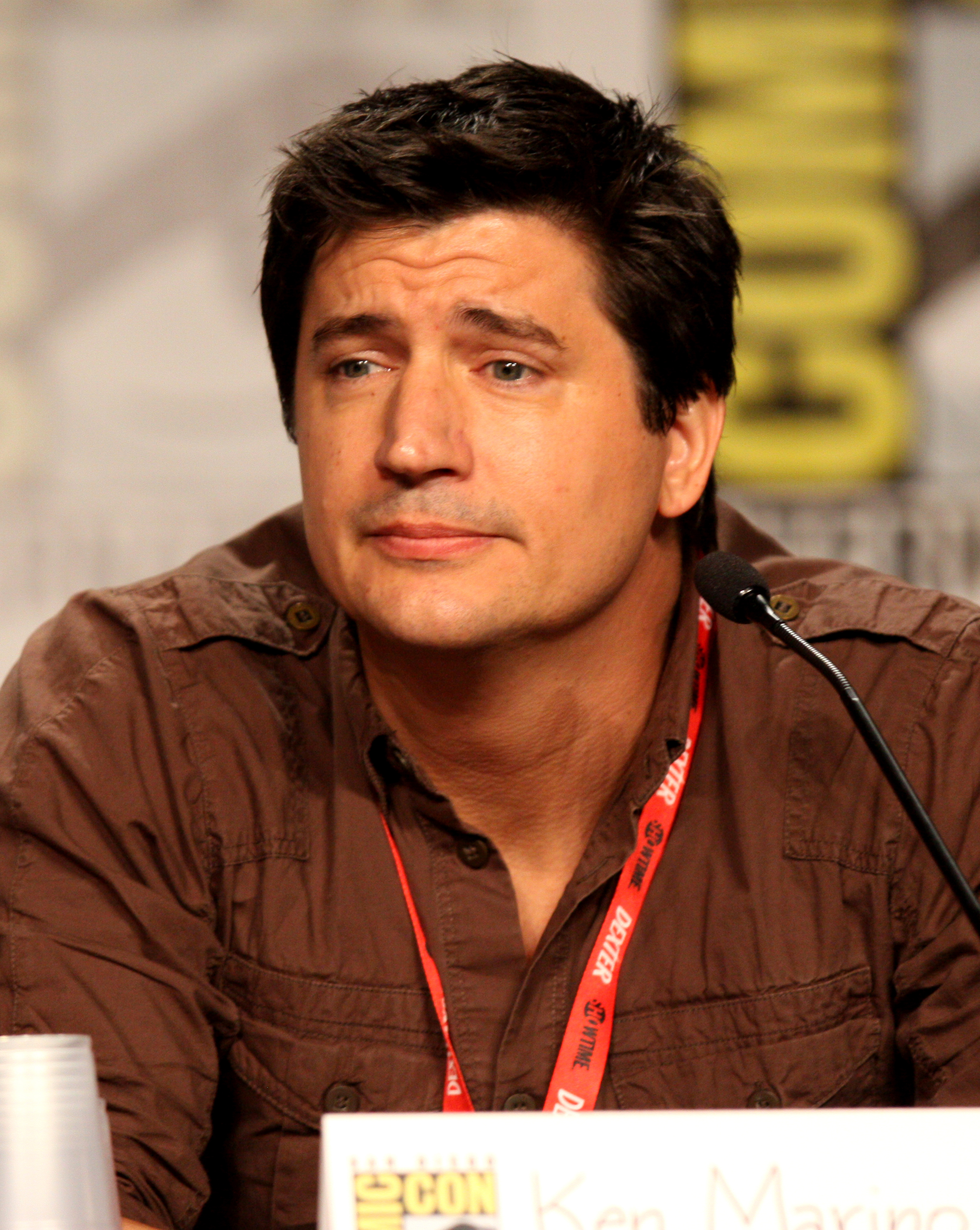
Ken Marino interprète le Dr Glenn Richie
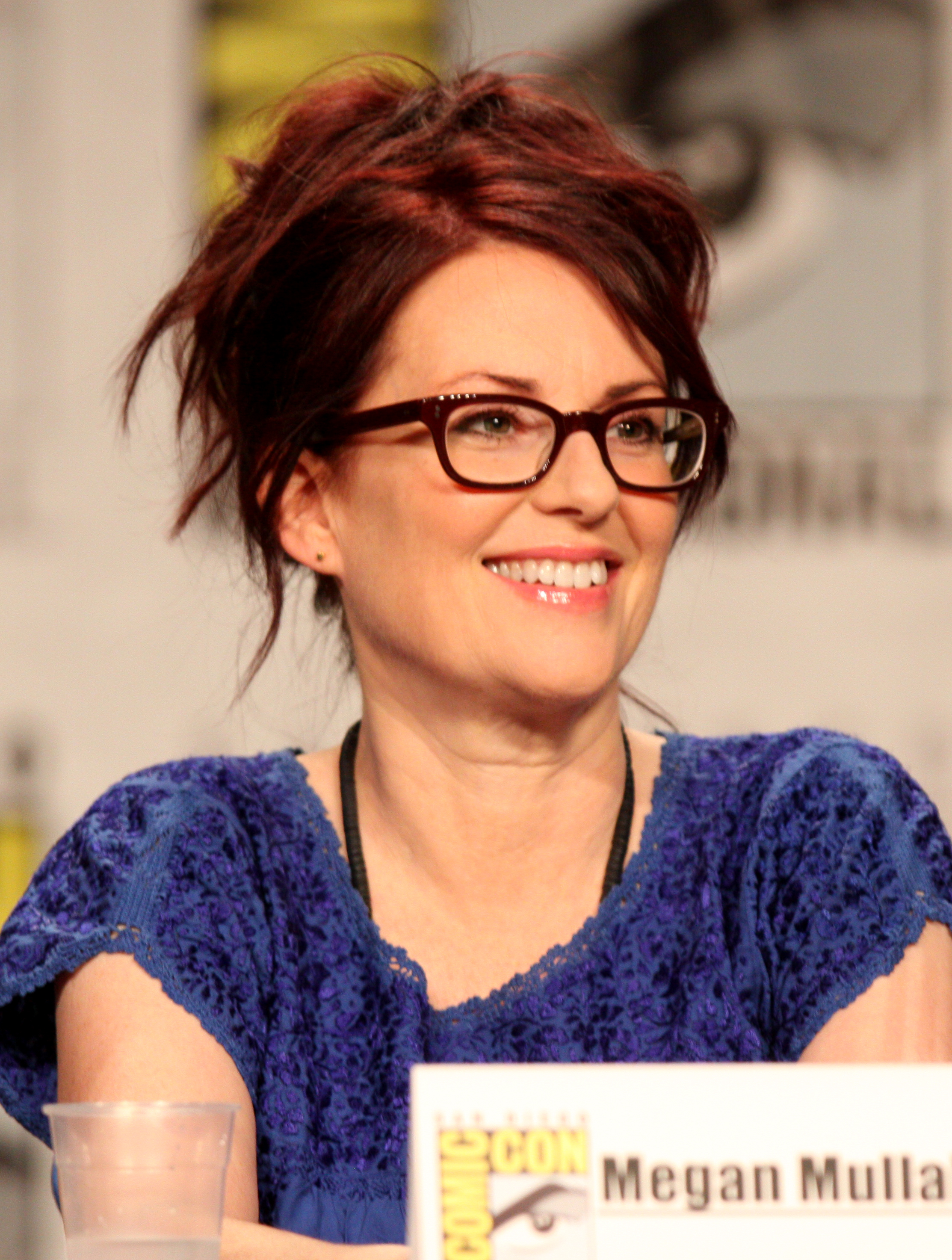
Megan Mullally interprète Chief
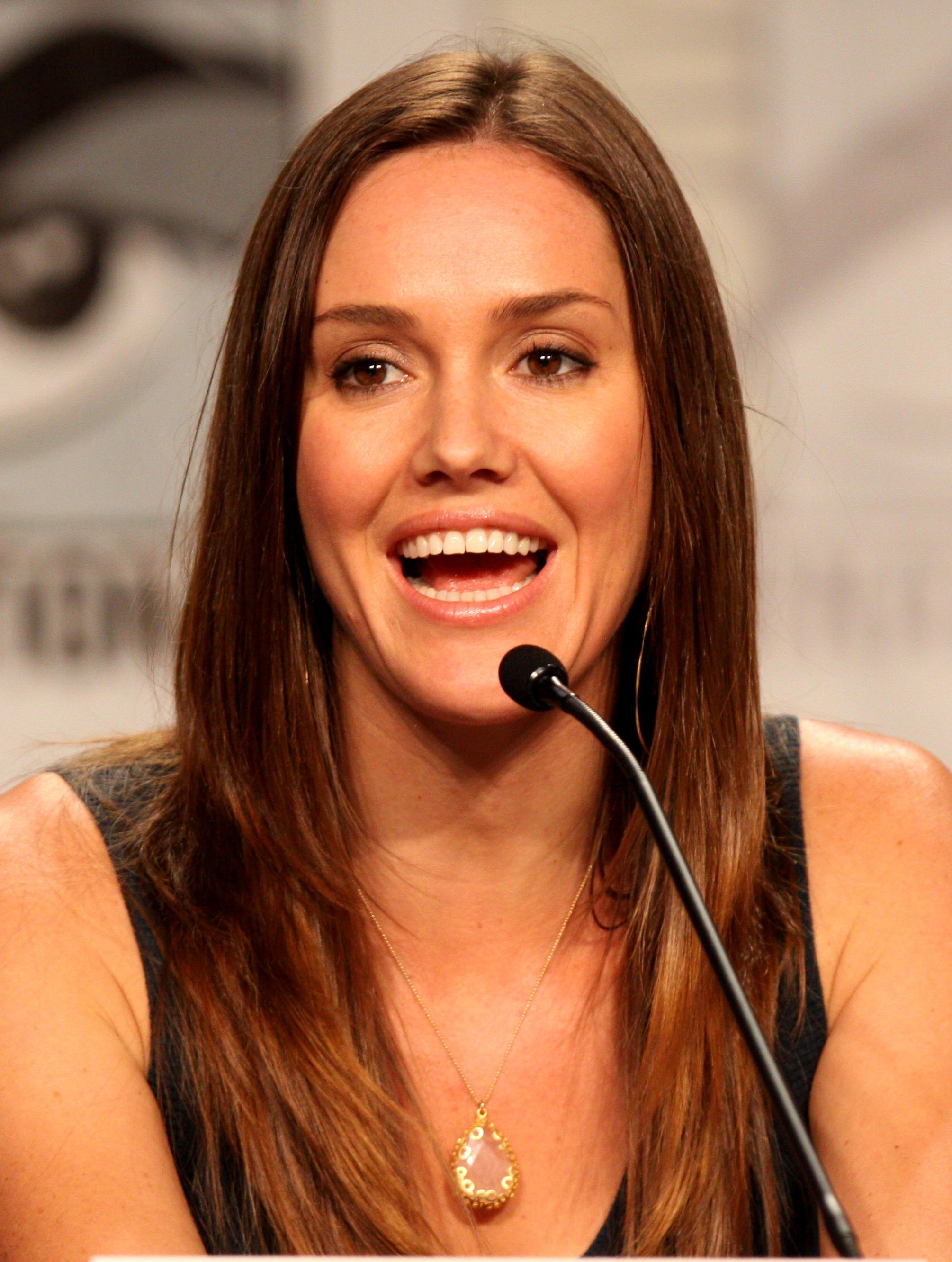
Erinn Hayes interprète le Dr Lola Spratt
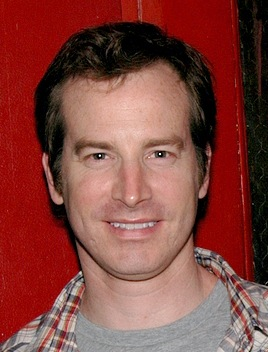
Rob Huebel interprète le Dr Owen Maestro
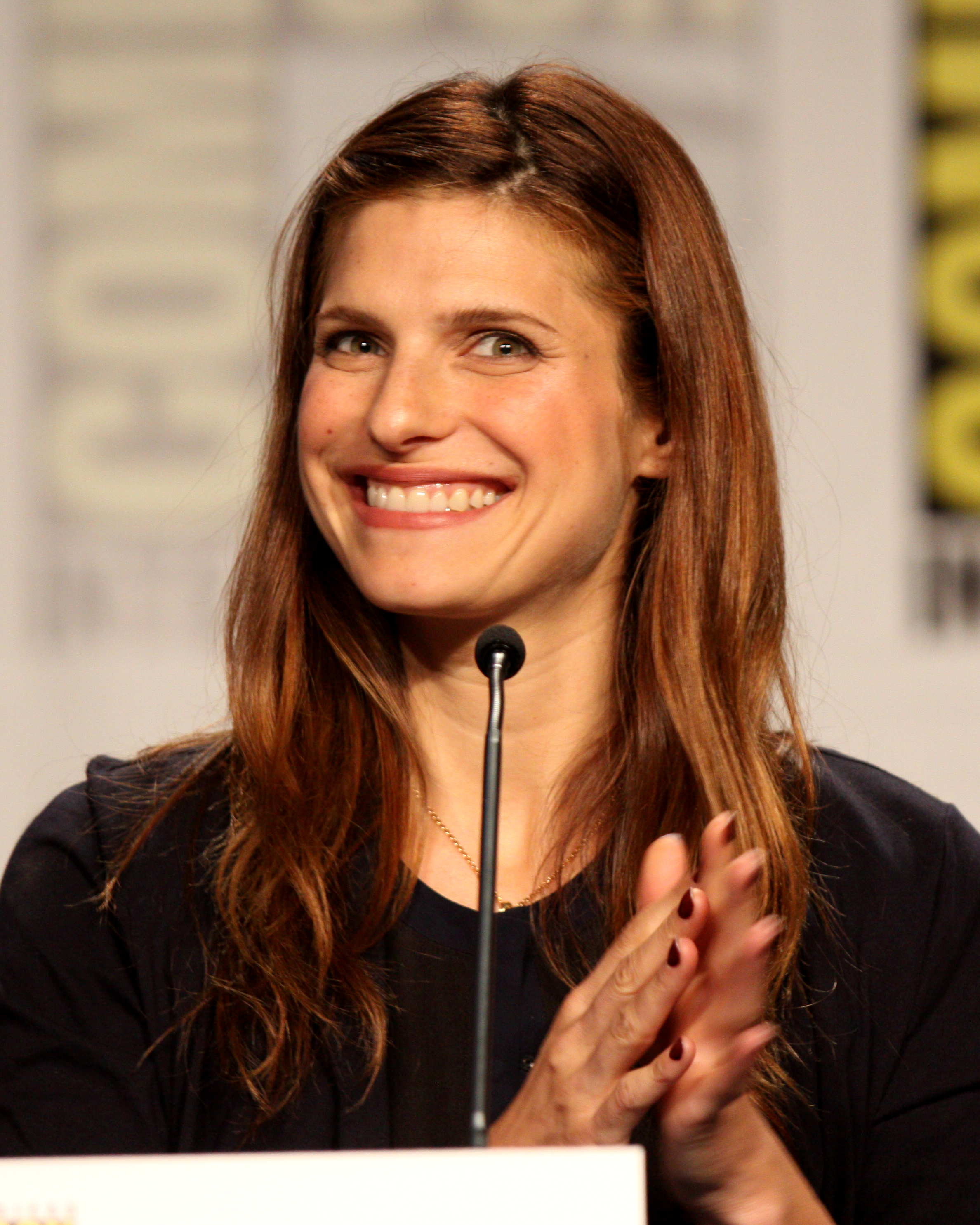
Lake Bell interprète le Dr Cat Black
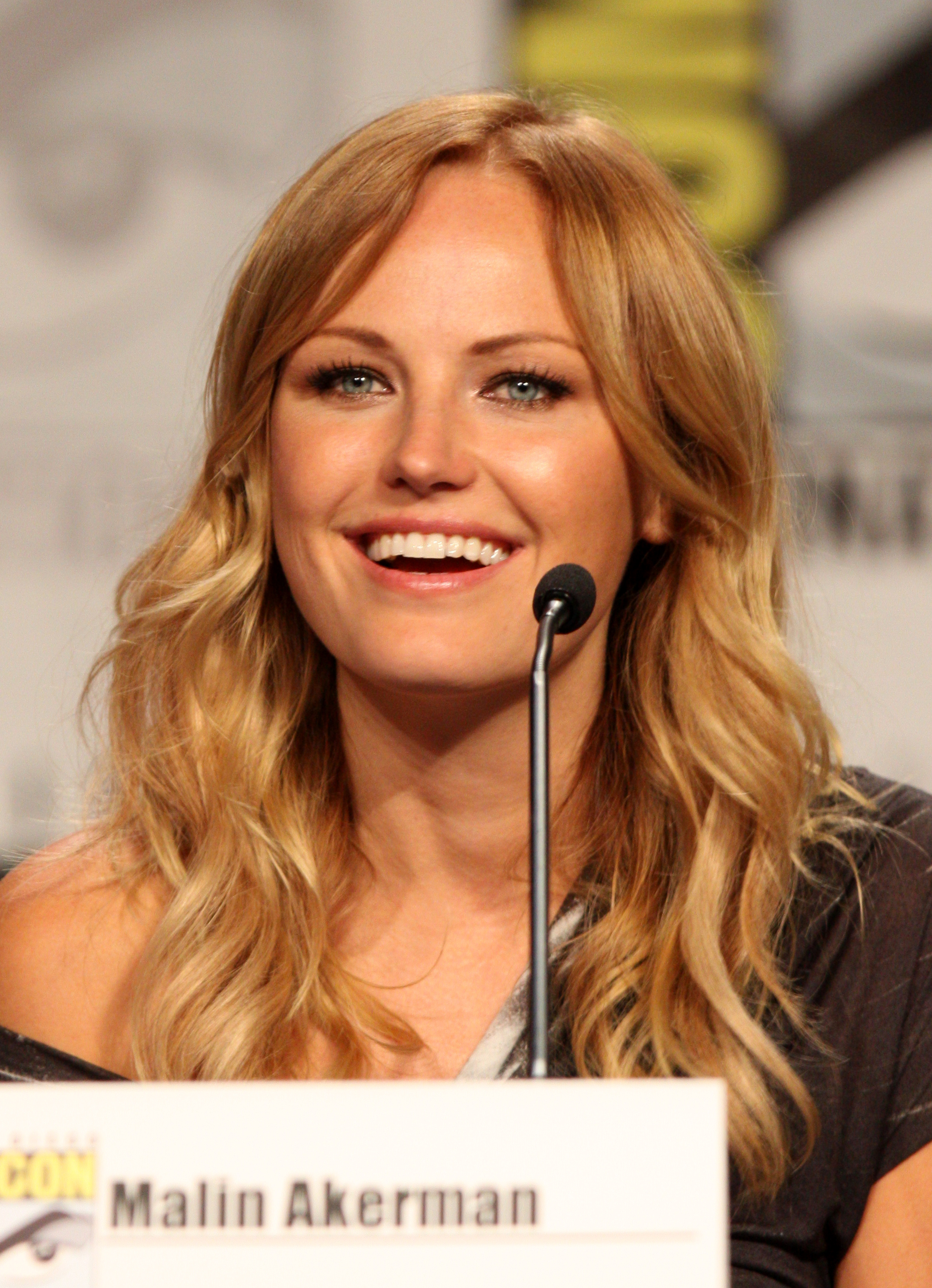
Malin Åkerman interprète le Dr Valerie Flame
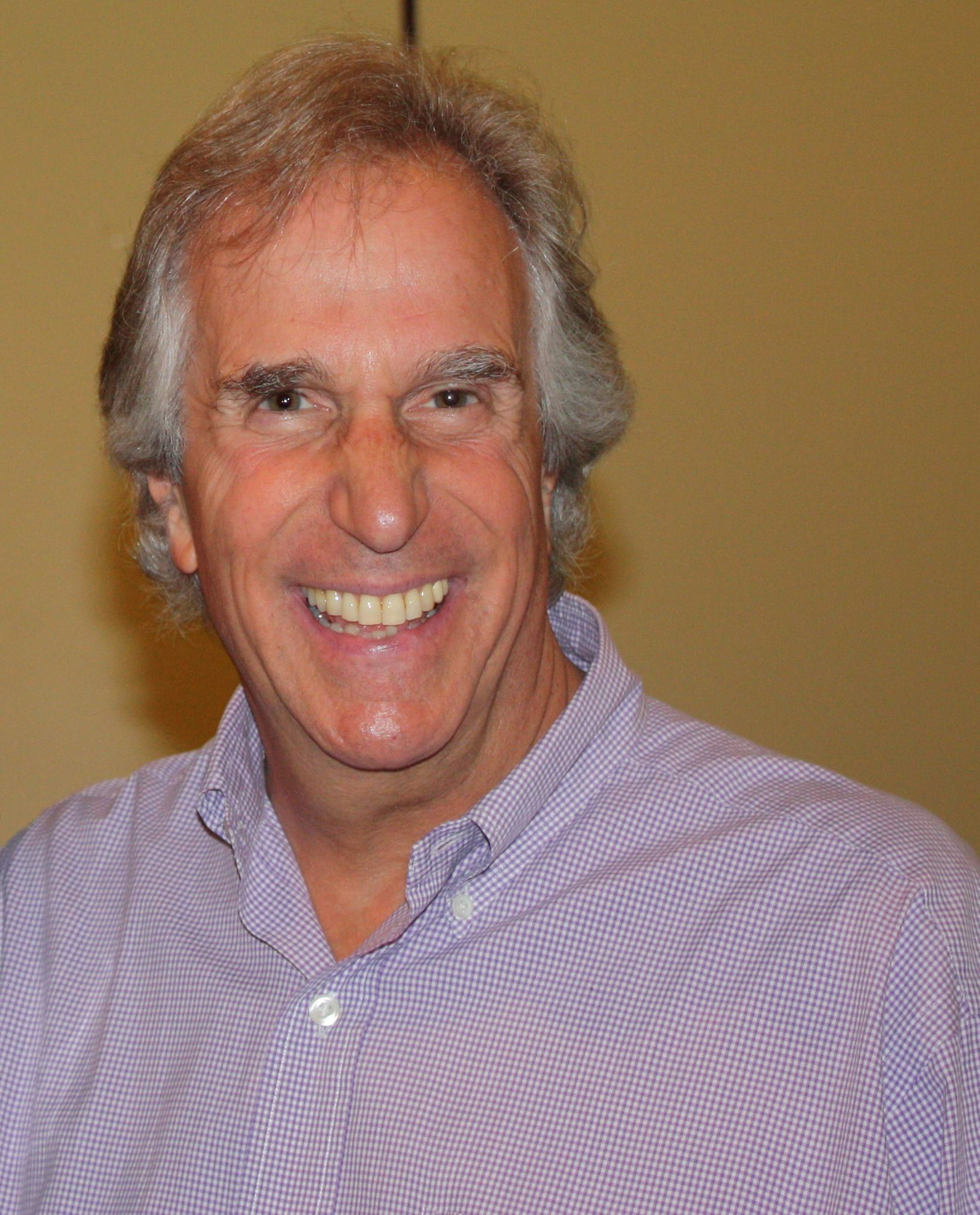
Henry Winkler interprète Sy Mittleman
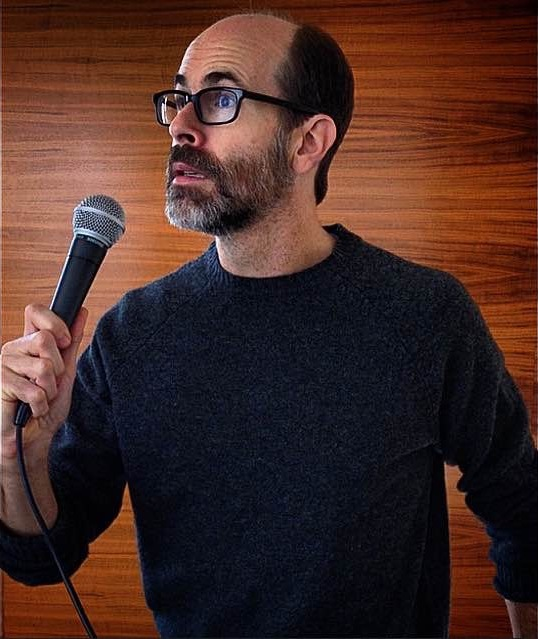
Brian Huskey interprète Chet

### Rôles récurrents
- Michael Cera (saison 1 - aujourd'hui) : Sal Viscuso, un employé de l'hôpital qui procède à des annonces dans la sonorisation, généralement déconnectées des intrigues, et qui n'apparaît jamais à l'image. Son nom est un hommage à l'acteur Sal Viscuso qui procédait aux annonces dans la série MASH.
- Nick Offerman (saison 1 - aujourd'hui) : un policier, ancien coéquipier d'Owen Maestro, qui cherche à lui faire réintégrer la police et dont le chemin croise occasionnellement l'hôpital pour des enquêtes.
- Jon Hamm (saison 2 - aujourd'hui) : Derrick Childrens, le fils caché du Dr Arthur Childrens et la véritable identité de Valerie Flame. Jon Hamm joue également Arthur Childrens dans les flashbacks.
- Jordan Peele (saison 2, 3 et 5) : Dr Brian, un médecin afro-américain et bisexuel qui a une relation épisodique avec Lola Spratt. Il devient chef d'un commando de l'armée américaine spécialisé dans les imitations.
- David Wain (saison 2, 3 et 5) : Jewy McJewJew, un rabbin dont le nom mentionne on ne peut plus la judéité et l'aumônier de l'hôpital. Il est le rival en amour de Glenn Richie, avec lequel il avait suivi des cours de religion. David Wain joue également dans les faux documentaires son propre rôle, celui de réalisateur et de co-scénariste de la série.
- Mather Zickel (en) (saison 2, 3 et 4) : Louis LaFonda, le présentateur de Newsreaders, une émission de reportages dont plusieurs épisodes ont porté sur les coulisses de Childrens Hospital. Adult Swim a produit en 2013 une série du nom de Newsreaders, où Zickel reprend son rôle.

### Invités
Ed Helms, Jason Sudeikis, Eva Longoria, Eva Amurri, Adam Scott, Joe LoTruglio, Ernie Hudson, Kate Walsh, Lizzy Caplan, Ed Begley Jr., Iqbal Theba, Sarah Silverman, Matthew Perry, Marlon Wayans, Rob Riggle, Alicia Silverstone, Michael McKean, Ryan Hansen, Martin Starr, Stephen Root, Lauren Cohan, Frances Fisher, Dominic Monaghan, Jaime Murray, Philip Baker Hall, Kathryn Hahn, David Krumholtz, François Chau, Carla Gallo, Weird Al Yankovic, Steven Weber, Michael Winslow, Susie Porter, Marla Gibbs.

## Commentaires
La série est centrée sur le personnel du Childrens Hospital, fondé par le Dr Arthur Childrens, une clinique de pédiatrie. Initialement, les intrigues parodiaient celles de feuilletons médicaux comme Urgences, Dr House et Grey's Anatomy mais très vite, un ton absurde a pris le dessus. Les scénaristes changent ainsi systématiquement les relations sentimentales concernant les personnages principaux d'une semaine à l'autre et tournent en dérision les procédés les plus racoleurs des séries américaines, avec un faux épisode tourné en direct, un faux épisode « perdu » de 1976, la mort de plusieurs personnages principaux (suivie généralement de leur résurrection, pas toujours expliquée), des spin-offs sans lendemain (dont une transposition anglaise de la série) et les apparitions de stars comme Madonna (jouée en fait par un comique travesti). En parallèle, plusieurs faux documentaires relatent les coulisses de la série et les conflits entre ses vedettes.

## Récompenses
Emmy Awards
2012
Short-format Live-Action Entertainment Program, Rob Corddry, Jonathan Stern, David Wain, Keith Crofford, Nick Weidenfeld, Rich Rosenthal
2013
Short-format Live-Action Entertainment Program, Rob Corddry, Jonathan Stern, David Wain, Keith Crofford, Nick Weidenfeld, Rich Rosenthal
2016
Outstanding Short Form Comedy or Drama Series, Rob Corddry, Jonathan Stern, David Wain, Keith Crofford, Mike Lazzo, Krister Johnson
2016
Outstanding Actor in a Short Form Comedy or Drama Series, Rob Corddry